# Lothar Hönnighausen
Lothar Hönnighausen (* 15. August 1936 in Hennef (Sieg)) ist ein deutscher Anglist.

## Leben
Nach der Promotion zum Dr. phil. in Bonn am 3. Juli 1963 war er dort ab 1970 Wissenschaftlicher Rat und Professor sowie von 1973 bis 2001  Lehrstuhlinhaber Anglistik/Nordamerikastudien im Englischen Seminar. Er war Gründer und Leiter des interdisziplinären Nordamerikaprogramms (1989–2001) und der Transatlantischen Sommerakademie (1993–1999) der Universität Bonn.
Zu den Schwerpunkten seiner wissenschaftlichen Arbeit gehören englische, amerikanische und kanadische Literatur, interdisziplinäre Nordamerikastudien, Zusammenhänge zwischen Bildender Kunst und Literatur sowie Transatlantische Beziehungen.

## Schriften (Auswahl)
- Der Stilwandel im dramatischen Werk Sir William Davenants. Köln 1965, OCLC 9472654.
- Grundprobleme der englischen Literaturtheorie des neunzehnten Jahrhunderts. Darmstadt 1977, ISBN 3-534-05384-2.
- als Herausgeber: Faulkner’s discourse. An international symposium. Tübingen 1989, ISBN 3-484-40116-8.
- The symbolist tradition in English literature. A study of pre-Raphaelitism and fin de siècle. Cambridge 1990, ISBN 0-521-32063-1.